# سغري (نهر)
نهر سغري هو نهر يغذي نهر إبرة، ويشترك في حوضه كل من فرنسا وأندورا وإسبانيا. عرفه الرومان والإغريق النهر باسم Sicoris، وسمّاه المسلمون في الأندلس نهر الزيتون ينبع النهر من جبال البرانس، ويمر عبر وادي سيردانيا والسهول الغربية لكتالونيا، ويمر بمدن بالاغوار ولاردة ويلتقي بنهر أبرة عند ميكينينثا.